# Worożba
Worożba (ukr. Ворожба) – miasto na Ukrainie w obwodzie sumskim. Ośrodek przemysłu spożywczego.
Węzeł kolejowy.

## Historia
Słoboda gubernii charkowskoi
Miasto od 1959.
W 1989 liczyło 9 811 mieszkańców, w 2013 roku 7 444, a w 2023 roku około 4 000.